# تپه قلبی خرمن
تپه قلبی خرمن مربوط به هزاره اول قبل از میلاد - سدهٔ ۶ تا ۸ ه.ق است و در شهرستان کلیبر، بخش آبش احمد، دهستان آبش احمد، روستای قلعه کندی واقع شده و این اثر در تاریخ ۲۷ بهمن ۱۳۸۷ با شمارهٔ ثبت ۲۴۴۹۹ به‌عنوان یکی از آثار ملی ایران به ثبت رسیده است.